# Rachel Rep
Rachel Rep (* 13. Dezember 1967 in Albstadt) ist eine deutsche Schlagzeugerin und Autorin.

## Leben
Rachel Rep arbeitete als internationales Model, bevor sie begann, sich dem Schlagzeug zuzuwenden. Mit ihrer Band Glow gewann sie beim Emergenza-Musik-Wettbewerb den dritten Platz. Bis zur Auflösung der Band Glow im Jahr 2004 veröffentlichte Rachel Rep drei Studioalben und mehrere Singles.
Seit 2002 spielt Rep Schlagzeug beim Farin Urlaub Racing Team. Sie hat Endorsement-Verträge mit Meinl (Becken) und Yamaha (Drums).
2011 war sie an der Erstellung des von Tom Schäfer herausgegebenen Schlagzeuger Kochbuchs beteiligt, das bei Musikmedia erschienen ist.
2013 erschien ihr autobiografisch inspirierter Debütroman Panzerschokolade beim Wiener Milena Verlag. Die Ich-Erzählerin Sharona Gadji erzählt dort in einem schnellen und humorvollen Stil von ihrer Jugend in Deutschland als Kind von Musikern vom Balkan, ihrer Modelkarriere und ihrer schließlichen Hinwendung zum Schlagzeug. In selbstironischer Weise werden die Höhen und Tiefen des Musikerdaseins beleuchtet. Ein gleichnamiges Hörspiel von Rachel Rep wurde 2014 beim WDR produziert, Regie führte Robert Steudtner, die Redaktion hatte Natalie Szallies inne.
Rachel Rep lebt in Berlin.

## Diskographie

### Mit Glow

#### Alben
- 1999: Superclass
- 2001: Every Single Day
- 2003: At Your Own Risk

#### Singles
- 1999: Mr. Brown
- 1999: Lamp-Post
- 1999: Shoo Be Doo
- 1999: Faster 2000
- 2001: President of Boarderland
- 2001: Every Single Day
- 2001: Travel Around the World
- 2002: Private Superman
- 2003: She Knows
- 2003: Ordinary Girl

### Mit Farin Urlaub Racing Team

#### Alben
- 2006: Livealbum of Death
- 2008: Die Wahrheit übers Lügen
- 2014: Faszination Weltraum
- 2015: Danger!

#### Singles
- 2006: Zehn (live)
- 2008: Nichimgriff
- 2009: Niemals
- 2009: Krieg
- 2010: Zu heiß
- 2014: Herz? Verloren
- 2014: AWG
- 2015: iDisco

## Publikationen
- Rachel Rep: Panzerschokolade. Roman. Milena. Wien, 2013, ISBN 978-3852862385.
  - Rachel Rep: Panzerschokolade. Hörspiel WDR Köln, 2014 Regie: Robert Steudtner, Redaktion: Natalie Szallies